# Jairzinho
Jair Ventura Filho, plus connu sous le nom de Jairzinho (diminutif du prénom Jair), est un footballeur puis entraîneur brésilien né le 25 décembre 1944 à Rio de Janeiro. Comme joueur, il évolue au poste d'attaquant du début des années 1960 jusqu'au début des années 1980. Formé à Botafogo avec qui il remporte deux titres de Champion de Rio, il joue ensuite à l'Olympique de Marseille puis à Cruzeiro où il remporte la Copa Libertadores. Il joue ensuite à Portuguesa FC, EC Noroeste, National FC, Wilstermann principalement.
En équipe du Brésil, il joue 107 matchs (81 officiels) et marque 33 buts. Il joue la Coupe du monde 1966 puis fait partie de l'équipe du Brésil victorieuse de la Coupe du monde 1970 pendant laquelle il réussit l'exploit de marquer pendant toutes les rencontres de la phase finale (7 buts au total). Il finit également avec le Brésil 4e de la Coupe du monde 1974.

## Biographie

### En club
Jairzinho naît à Duque de Caxias dans la banlieue nord de Rio de Janeiro le jour de Noël 1944. Sa vitesse et sa frappe de balle le font vite repérer par les entraîneurs de Botafogo où il signe comme amateur en 1961 à l'âge de seize ans. Il joue parfois milieu offensif mais il excelle plutôt comme ailier droit. Il remporte avec les juniors de Botafogo le championnat de Rio trois fois d'affilée (1961, 1962, 1963)[réf. nécessaire].

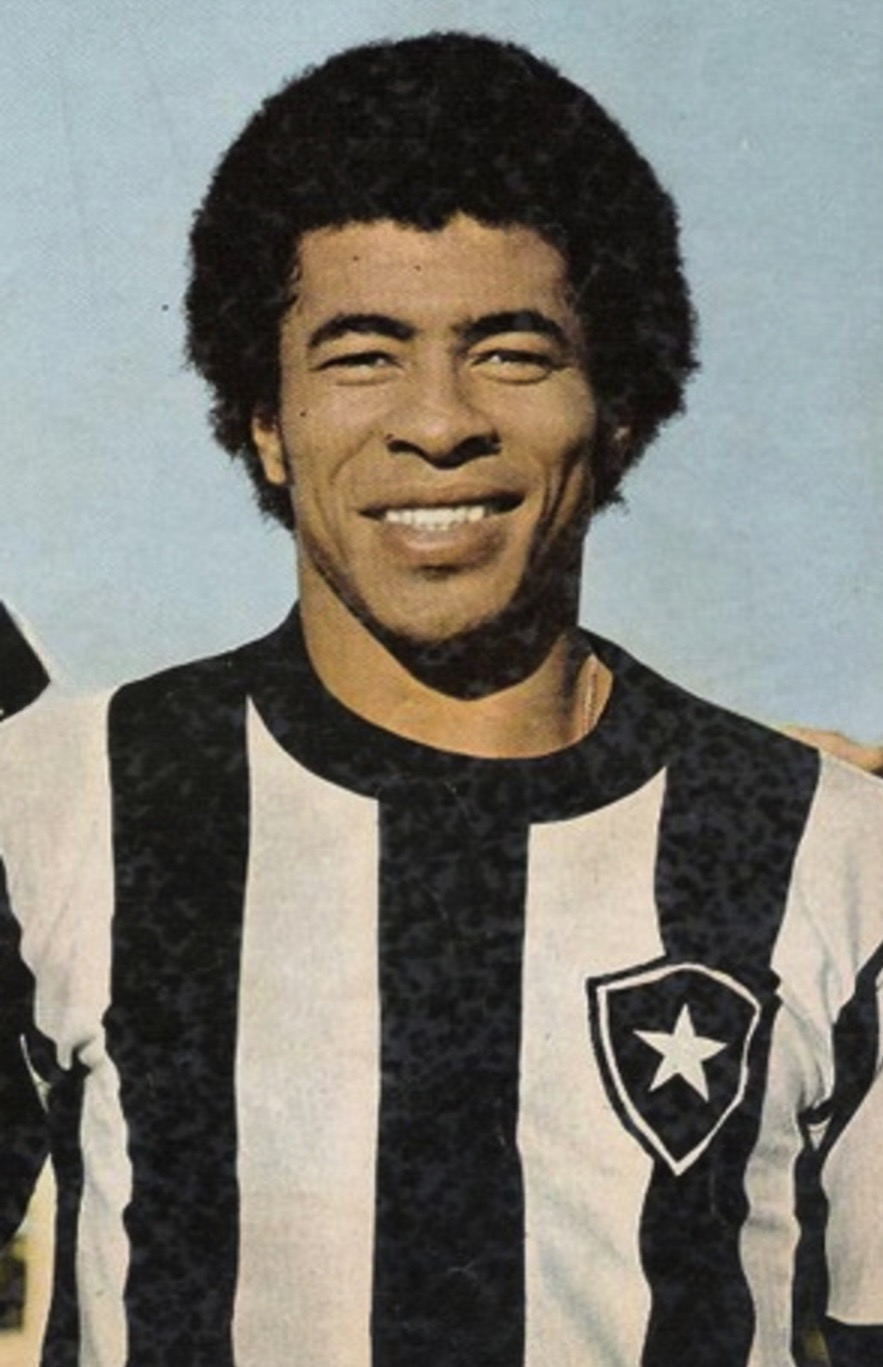
Jairzinho avec Botafogo en 1973.

Il devient professionnel peu de temps après avoir remporté la médaille d'or pour le Brésil en 1963 aux Jeux panaméricains. En 1965, il prend la succession de Garrincha sur l'aile droite de l'attaque de Botafogo et enchante les supporters. C'est à Botafogo qu'il est d'abord appelé Jairzinho, « le petit Jair », surnom qui le distingue de celui qui est alors plus célèbre Jair da Rosa Pinto. C'est dans les tribunes du Maracanã qu'il gagne son surnom Furacão, l'ouragan. 
Il remporte avec Botafogo deux titres de Champion de Rio en 1967 et 1968. Le jour de son anniversaire en 1972, il marque trois buts au grand rival Flamengo pour une victoire historique 6-0.
En octobre 1974, il signe à l'Olympique de Marseille pour 1 250 000 francs (190 000 euros) et rejoint son compatriote Paulo César. Il inscrit son premier but pour l'OM lors de son premier match, le 18 octobre 1974 contre l'AS Monaco, le match se soldant par une victoire 4 buts à 1.
Le 13 mai 1975, lors du quart de finale aller de la Coupe de France contre le Paris Saint-Germain (2-2), il est accusé d'avoir agressé un juge de touche. Il proclame son innocence mais est reconnu coupable et condamné par le Groupement du football professionnel (équivalent à l'époque de la LFP) à deux ans de suspension dont un avec sursis. Ce jugement signifie la fin de son passage à Marseille, il quitte le club phocéen à l'été 1975.

« Je ne comprends pas ce qu'il s'est passé. Le public n'a pas vu, la télévision n'a pas montré d'images. C'est dommage que ça se soit déroulé ainsi... Je ne pouvais pas continuer à jouer en France. J'étais triste parce que Marseille était comme ma deuxième ville. L'OM reste ma seconde équipe de coeur. »

— Jairzinho dans une interview pour L'Équipe en 2022
En 1975, il signe son retour au Brésil à Cruzeiro et remporte la Copa Libertadores en 1976 contre River Plate, la première du club brésilien, inscrivant 12 buts en 12 rencontres disputées. Après avoir remporté ce trophée, Cruzeiro dispute la Coupe intercontinentale en 1976 contre le Bayern Munich, battu 2-0 en Allemagne avant de faire match nul 0-0 au retour.
Jairzinho termine sa carrière en 1982 à Botafogo après plusieurs courts passages dans des clubs au Venezuela, Brésil et Bolivie.

### En équipe du Brésil

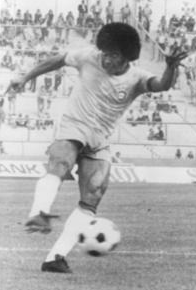
Jairzinho contre le Zaïre lors de la Coupe du monde 1974.

Jairzinho est appelé pour la première fois sous le maillot auriverde à l'âge de 19 ans. Il réussit ses débuts internationaux en marquant contre le Portugal à la 18e minute. Il est sélectionné pour la Coupe du monde 1966, et joue les trois matchs du groupe C sur le flanc gauche de l'attaque en compagnie de Garrincha à droite et Pelé en position d'avant-centre[réf. nécessaire].
Lors de la Coupe du monde 1970, Mario Zagallo fait de Jairzinho le titulaire du flanc droit de l'attaque brésilienne. Ses dribbles et sa puissance font merveille dans cette équipe très offensive[réf. nécessaire].
Lors de la finale contre l'Italie, Jairzinho offre le second but à Gerson à la 66e minute puis marque sur passe de Pelé à la 71e minute. Le Brésil s'impose 4-1 et devient Champion du Monde[réf. nécessaire].
Jairzinho est l'un des joueurs majeur de la compétition par son jeu et ses buts, il marque à tous les matchs (7 buts). Il inscrit le but de la victoire face à l'Angleterre (1-0), et met fin aux espoirs de retour dans le match du Pérou (4-2) puis de l'Uruguay (3-1)[réf. nécessaire]. 
En 1974, il est de nouveau sélectionné en équipe du Brésil pour la Coupe du monde, il marque deux buts mais le jeu du Brésil est moins flamboyant qu'en 1970 et l'équipe ne termine que 4e battu par la Pologne dans le match pour la 3e place[réf. nécessaire].
Jairzinho joue son dernier match international en mars 1982 lors d'une rencontre contre la Tchécoslovaquie (1-1). Pendant sa carrière internationale, il marque 33 buts en 81 matchs officiels[réf. nécessaire].

### Parcours d'entraîneur
Une fois sa carrière de joueur terminée, Jairzinho entame une reconversion sur les bancs de touche en devenant entraîneur. En 1989, il devient ainsi l'entraîneur de l'équipe première de São Cristóvão de Futebol e Regatas, un club de Rio de Janeiro qui évolue alors en seconde division du Campeonato Estadual de Rio. Jairzinho côtoie alors un jeune footballeur âgé de 14 ans, Ronaldo, futur double Ballon d'or et triple meilleur footballeur de l'année FIFA. L'attaquant, qui évolue dans le club depuis 1990, est remarqué par l'ancien international brésilien en tant que dénicheur de talent pour un duo d'investisseurs qui, rachetant au club les droits d'images et la primauté de la négociation des futurs transferts du joueur, devient son agent à la signature d'un contrat de 10 en août 1992,. Associé à l'opération financière dans laquelle il aurait touché 25 000 $ en guise de solde de tout compte de la part de ses anciens partenaires financiers, Jairzinho ne touchera plus aucun émolument. Des années après, et face à la version défendue par le clan Ronaldo, le champion du monde 1970 continue de revendiquer la découverte de Ronaldo,. Passé cet épisode, il se mue en agent de joueur et voyage en Chine à partir de 1995, un pays où lui-même envoie certains espoirs brésiliens pris sous son aile.
Nommé sélectionneur de l'équipe nationale du Gabon en octobre 2003, il échoue à qualifier le pays africain pour la Coupe d'Afrique des nations et de la Coupe du monde organisées en 2006. Il est alors démis de ses fonctions à la fin de l'année 2005 et remplacé par le Français Alain Giresse courant 2006.

## Statistiques

### En sélection nationale
| Saison                | Sélection             | Phases finales         | Phases finales | Phases finales | Éliminatoires CDM | Éliminatoires CDM | Matchs amicaux | Matchs amicaux | Total | Total |
| Saison                | Sélection             | Compétition            | M              | B              | M                 | B                 | M              | B              | M     | B     |
| --------------------- | --------------------- | ---------------------- | -------------- | -------------- | ----------------- | ----------------- | -------------- | -------------- | ----- | ----- |
| 1964-1965             | Brésil                | -                      | -              | -              | -                 | -                 | 6              | 1              | 6     | 1     |
| 1965-1966             | Brésil                | Coupe du monde 1966    | 3              | 0              | -                 | -                 | 8              | 0              | 11    | 0     |
| 1967-1968             | Brésil                | -                      | -              | -              | -                 | -                 | 9              | 5              | 9     | 5     |
| 1968-1969             | Brésil                | -                      | -              | -              | -                 | -                 | 7              | 4              | 7     | 4     |
| 1969-1970             | Brésil                | Coupe du monde 1970    | 6              | 7              | 6                 | 3                 | 6              | 1              | 18    | 11    |
| 1970-1971             | Brésil                | -                      | -              | -              | -                 | -                 | 2              | 3              | 2     | 3     |
| 1971-1972             | Brésil                | -                      | -              | -              | -                 | -                 | 5              | 3              | 5     | 3     |
| 1972-1973             | Brésil                | -                      | -              | -              | -                 | -                 | 6              | 2              | 6     | 2     |
| 1973-1974             | Brésil                | Coupe du monde 1974 4e | 7              | 2              | -                 | -                 | 9              | 2              | 16    | 4     |
| 1981-1982             | Brésil                | Coupe du monde 1982    | -              | -              | -                 | -                 | 1              | 0              | 1     | 0     |
| Total sur la carrière | Total sur la carrière | Total sur la carrière  | 16             | 9              | 6                 | 3                 | 59             | 21             | 81    | 33    |

## Palmarès
- Vainqueur de la Coupe du monde 1970 avec l'équipe du Brésil
- Quatrième de la Coupe du monde 1974 avec le Brésil
- Vainqueur des Jeux panaméricains en 1963 avec le Brésil
- Vainqueur de la Coupe de l'Indépendance du Brésil en 1972 avec le Brésil[16]
- Champion de l’État de Rio de Janeiro en 1967 et 1968 avec Botafogo
- Vainqueur du Tournoi Rio-São Paulo en 1964 et 1966 avec Botafogo
- Vainqueur de la Coupe Guanabara en 1967 et 1968 avec Botafogo
- Vainqueur de la Copa Libertadores en 1976 avec Cruzeiro
- Finaliste de la Coupe intercontinentale en 1976 avec Cruzeiro
- Champion du Venezuela en 1977 avec Portuguesa
- Champion de Bolivie en 1980 avec Jorge Wilsterman
- Vice-Champion de France 1975 avec l'Olympique de Marseille
- Champion de Rio juniors en 1961, 1962 et 1963 avec Botafogo

## Distinctions individuelles
- Membre du Temple de la renommée du Maracanã
- Intronisé au Hall of Fame du football brésilien
- Nommé dans l'équipe type de la Coupe du monde en 1970
- Élu 27e Meilleur joueur du siècle (World Soccer Awards)